# 元 (ストリートファイター)
元（ゲン）は、カプコンの対戦型格闘ゲーム『ストリートファイター』シリーズに登場する架空の人物。

## 概要
初代『ストリートファイター』で初登場した殺し屋。中国ステージのCPU専用キャラクターで、李（リー）を倒した後に登場する。
その後『ストリートファイターZERO』（以下『ZERO』と表記）シリーズの2作目『ストリートファイターZERO2』（以下『ZERO2』）においてプレイヤーキャラクターとして登場を果たす。家庭用『ストリートファイターIV』（以下『ストIV』）では条件を満たすと使用可能になる追加キャラクターに選ばれ、『スーパーストリートファイターIV』（以下『スパIV』）では最初から使用可能になっている。

## キャラクター設定

### 人物像
齢70を越える暗殺者。完成された暗殺拳を駆使する彼は、香港裏社会では数々の伝説とともに広く名を知られている。細身の老人で、長い頭髪や大きく蓄えた髭はすでに白く、袖の長い中華服とカンフーシューズを着用。常に冷静沈着な性格であり、古風で落ち着いた物言いで話す。『ZERO2』で再登場した際は黒目がなくなり（ゲーム画面では瞳あり）、腰の帯が追加された。『ストIV』シリーズでは髪型や髭などのデザインが変更され、顔の皺が深くなり肌も浅黒くなっている。
幼少時より学んだ数多くの中国拳法を発展・統合させ、独自の流派「喪流」「忌流」を作り出した。その暗殺成功率は180%と称されている。これは元に仕事を依頼することは100%以上の成功率が確約されたという意味であり、彼に狙われた人物は、逆に名誉すら感じるという。その知名度の高さから、数多くの売名目的の人物から狙われているが、元が相手にするほどの強者は存在せず、彼は失望とともに命を絶たずに見逃すこともある。
『ZERO2』のエンディングにて、その身体は徐々に病魔に侵されていることが判明。吐血しながら「戦で果ててこそ華」と、自分の死に場所は戦いの場と決めており、命を賭けた真剣勝負「死合い」を求めて戦い続ける。
『ZERO2』から数年後を描いた『ストIV』シリーズの時代でも健在であるが、なおも病は体を蝕み続けている。本シリーズでは、かねてから因縁のあった春麗との具体的な関係が明かされた。
『ストリートファイターV』（以下『ストV』）の時代でも健在だったが、豪鬼のストーリーにて豪鬼に敗れて生死不明となる。

### 他のキャラクターとの関係
春麗
春麗の使用する技「元伝暗殺蹴」は、元のものと同じである。これは春麗の父が元の教えを受けた弟子であり、彼女がこの技を父から教わったことによる。ただし二人は面識がないため、元も春麗のことをどこまで知っているかは言及されていなかった。
その後、家庭用『ストIV』において、元は春麗の父がシャドルーに拉致される現場に居合わせていたが病の影響で戦えず救い出すことができなかったことと、その後は春麗の成長を陰から見守っていたという事実が語られた。また、元は春麗の父を探し出すことを目的の一つとしているほか、春麗が軍事企業S.I.N社の研究施設に潜入し、施設の崩壊に巻き込まれた際には身を挺して彼女を助け出す場面も見られるなど、春麗親子には並々ならぬ強い情念を抱いている様子も描かれた。一方で、春麗は元が失踪した父について何か知っていると考えているため、時には彼女に戦いを挑まれることもある。
豪鬼
『ZERO』シリーズにおけるライバルキャラクター。『ZERO2』での元の最終ボスは豪鬼である。闘いに勝利した後、止めを刺さずにそのまま去り「倒すのはたやすいが、それでは生涯最大の楽しみを失う」と、豪鬼との「死合」を楽しみに取っておく。次作の『ストリートファイターZERO3』（以下『ZERO3』）では、元も豪鬼もお互いをさらに意識しており、戦闘前に互いのスーパーコンボを防御しあうデモが挿入されるなど、演出が増えた。
『ストV』では中国の繁華街で死合うが、「鬼神」へ変貌しつつある豪鬼に讃嘆するも、人として最強の姿ではなくただの鬼と化した豪鬼を嘲笑し、逆鱗に触れ一撃で"滅殺"された。
リュウ
リュウのことは、豪鬼に次ぐ暗殺拳の使い手と考えている。『ZERO3』の対CPU戦ではリュウと戦い、戦闘後に「暗殺拳とは思えない潔い攻め」と評するが、彼の中の秘められた力（殺意の波動）に気付く。
ベガ
犯罪組織シャドルーの総帥。春麗の父を誘拐または殺害したベガは、元にとっては弟子の仇となる。しかしストーリー上は深く言及されておらず、元自身もシャドルーを「下衆な悪党」と呼び、相手にしていない。
『ZERO3』のマイク・バイソンの台詞では、元はシャドルーの密売員を次々と葬っているという。

## ゲーム上の特徴
他キャラクターにない最大の特徴として、「喪流」（ソウリュウ）および「忌流」（キリュウ）という2種類のモードが用意されている。特定のコマンド入力によって両モードを切り替えることが可能で「喪流」と「忌流」は通常の構え、通常技、必殺技、スーパーコンボなど、その全てにおいて別々のものが用意されている。
「喪流」は主に牽制に秀でた技が多く、細かい技の出し入れを得意とするが奇襲的な戦法は取りづらい。『ZERO』シリーズでの特徴として、初代『ZERO』のシステムの一つであった「ZEROコンボ」が使用可能。これは通常技をタイミングよく出すことで「弱→中→強」の順に硬直をキャンセルして技をつなげていく連続技システムである（しゃがみ強キック「煉疋」のみ、ZEROコンボに組み込めなくなっている）。
対して「忌流」は独特の性質を持つ技が多く、ジャンプの軌道も「喪流」と異なる。奇襲的な必殺技を使えるが地上技の隙が大きく、攻め込まれた際の反撃と打開の手段に乏しい。しゃがみ強パンチ「危弄」は攻撃判定の発生が遅いが、技を出している最中の相手にヒットさせるとダメージが2倍になるという特徴がある。反面、この技を出している最中に攻撃を受けると2倍のダメージを喰らうというハイリスク・ハイリターンな技である。
大きく異なる2つのモードを柔軟に切り替え使いこなす必要があるため、プレイヤーに高い技術が要求される部分が多く、上級者向けのキャラクターと解説される。
『ストIV』シリーズではセービングアタックが流派によって表裏反転する。また『ウルトラストリートファイターIV』（以下『ウルIV』）オメガエディションでのセービングアタックは「忌流」が「喪流」よりもリーチが長い。
『ZERO3』でのX-ISMのみ流派の切り替えが無く、「喪流」と「忌流」の技をまとめている。

## 技の解説

### 通常技
作品によって若干差異はあるが、ここでは『ZERO』シリーズでの技名称を掲載。なお立ち状態の遠近およびジャンプ状態の垂斜の区別はX-ISM時のみ適用される。
| 操作     | 立ち（近距離）                                    | 立ち（遠距離）                                    | しゃがみ                                      | 垂直ジャンプ                                                         | 斜めジャンプ                                                     |
| -------- | ------------------------------------------------- | ------------------------------------------------- | --------------------------------------------- | -------------------------------------------------------------------- | ---------------------------------------------------------------- |
| 弱パンチ | 亟指（コシ）(※1・※3) / 刺頚（シケイ）(※2)         | 刺頚（シケイ）(※2・※3) / 亟指（コシ）(※1)         | 死指（シシ）(※1・※3) / 危針（キシン）(※2)     | 浮尖（フセン）                                                       | 浮尖（フセン）                                                   |
| 中パンチ | 亟拳（コケン）(※1・※3) / 凶咥（キョウテツ）(※2)   | 凶咥（キョウテツ）(※2・※3) / 亟拳（コケン）(※1)   | 滅指（メッシ）(※1・※3) / 危針（キシン）(※2)   | 浮刃（フジン）(※1) / 浮尖（フセン）(※2) / 削題（シャクテイ）(※3)     | 浮刃（フジン）(※1) / 浮尖（フセン）(※2) / 削題（シャクテイ）(※3) |
| 強パンチ | 刈扇（ゲセン）(※1・※3) / 闇叫（オンキョウ）(※2)   | 闇叫（オンキョウ）(※2・※3) / 刈扇（ゲセン）(※1)   | 絶指（ゼッシ）(※1・※3) / 危弄（キロウ）(※2)   | 落勾（ラッコウ）(※1・※3) / 削題（シャクテイ）(※2)                    | 落勾（ラッコウ）(※1・※3) / 削題（シャクテイ）(※2)                |
| 弱キック | 熨蹴（イシュウ）(※1・※3) / 下蝕（カジキ）(※2)     | 下蝕（カジキ）(※2・※3) / 熨蹴（イシュウ）(※1)     | 亟疋（コゲ）(※1・※3) / 殺迅（サツジン）(※2)   | 掣脚（セイキャク）                                                   | 掣脚（セイキャク）                                               |
| 中キック | 攴蹴（ボクシュウ）(※1・※3) / 立斧（リュウフ）(※2) | 攴蹴（ボクシュウ）(※1・※3) / 立斧（リュウフ）(※2) | 死兆（シチョウ）(※2・※3) / 怨疋（エンゲ）(※1) | 焔脚（エンキャク）(※1) / 砕頭（サイズ）(※2) / 脊断（シャクダン）(※3) | 砕頭（サイズ）(※2・※3) / 焔脚（エンキャク）(※1)                  |
| 強キック | 雙邪（ソウジャ）(※2・※3) / 裂蹴（レッシュウ）(※1) | 裂蹴（レッシュウ）(※1・※3) / 雙邪（ソウジャ）(※2) | 煉疋（レンゲ）(※1・※3) / 熱吼（ゼック）(※2)   | 惡剣（ウコン）(※2・※3) / 焔脚（エンキャク）(※1)                      | 焔脚（エンキャク）(※1・※3) / 惡剣（ウコン）(※2)                  |

※1 喪流
※2 忌流
※3 『ZERO3』でのX-ISM

### 特殊技
流派変更
「喪流」と「忌流」を切り替える。切り替わるともに元の構えも変わる。
喪流
哭環（コクカン）
『ウルIV』のオメガエディションにて実装。弱中強と、通常技を繋げることができる。初期には立ち弱キックが永久に繋がるというバグがあったが、バージョンアップデートで修正された。

忌流
脊断（シャクダン）
ジャンプ強キックが相手にヒットしている時に強キックボタンを押すと、片足による追加攻撃を繰り出す。X-ISMのみ単体技として通常技の垂直ジャンプ中キックとなっている。

### 投げ技
囚掠（ジュラク）
掴んで体勢を崩した相手を殴り、前方へ大きく吹き飛ばす。
封前（ホウゼン）
相手の背後に素早く回り込み、一撃を加える。『ZERO』シリーズではローキックで足元を払ってダウンさせ、『ストIV』シリーズでは相手の後頭部に突きを放つ。
投げた後の隙は小さく、相手との間合いが離れない。
首臥（シュウガ）
『ZERO3』にて追加された空中投げ。「忌流」のスーパーコンボ「蛇咬叭」の止めのモーションと同様、相手の上に乗り踏みつける。

### 必殺技
刹那遷（セツナセン）
『ウルIV』のオメガエディションで使用。攻撃をキャンセルして即座に流派を切り返る。
喪流
百連勾（ヒャクレンコウ）
突きや掌底を高速で繰り出す技。弱攻撃連打からつながるほど発生が早いが、攻撃を喰らった相手は大きくのけぞるため、ヒット数は少ない。弱、中、強では拳を繰り出す速度が違い、弱は3、中は4、強は5ヒットと、ヒット数が異なる。相手からのジャンプ攻撃を百連勾でかき消すことはできず、ジャンプ攻撃の方が優先される。
『ウルIV』のオメガエディションのEX版は、連続の突きがヒットすると相手を浮かせ、振り返りながら強力な突きを繰り出す。
逆瀧（ゲキロウ）
地上で一瞬身体を丸めた直後、天上へ向かって蹴りを出しながら上昇する。空中で連続ヒット能力があり、ヒットしてからの追加入力でキックボタンをタイミングよく押すことで、ヒット数とダメージが増加する。追加入力の受付時間がシビアに設定されているため、闇雲に連打しても途中で技が途切れてしまうが、フルヒットさせれば大ダメージを与えることが可能。
『ウルIV』のオメガエディションのEX版は初段がヒットすると2度蹴りながら上昇し、3連続の蹴りを繰り出す。
忌流
蛇穿（ジャセン）
低い姿勢で回転体当たりしつつ、最後に手刀突きを出す突進技。高い軌道の飛び道具技を潜り抜けつつ攻撃が可能。弱攻撃をキャンセルして出しても連続技に組み込めるほど発生は早いが、技後の硬直時間は長い。最初の頭を前方に向けているモーションから攻撃判定が出る。下段攻撃のようだが立ちガード、しゃがみガードも可能な技。
死四象（シシショウ）
『ウルIV』のオメガエディションでの「蛇穿」のEX版。回転体当たりして手刀突きをすると「百連勾」で怯ませ「逆瀧」で上昇し、「徨牙」の真下蹴りから両足踏みで踏みつける。
徨牙（オウガ）
画面端に向かってジャンプし、三角飛びを行ったのち派生技に移行する奇襲技。
最初のジャンプは前方、後方どちらに飛ぶことも可能で、そこからさらに角度の異なる蹴り技を放つことができる。「徨牙」後の各種蹴り技を喰らった相手は吹き飛びダウンする。『ZERO3』のX-ISMでは使用不可。
『ウルIV』のオメガエディションで派生する蹴りのそれぞれの技名が明かされた。
急停止
画面端に向かうとそのまま真下に着地する。
近距離蹴り
斜めに下降しながら蹴りを放つ。
遠距離蹴り
「近距離蹴り」よりも長い距離を下降しながら蹴りを放つ。
天井張り付き
画面上を真横に移動する。移動する距離は画面半分まで。
真下蹴り
「天井張り付き」の後に、真下に下降しながら蹴りを放つ。
超近距離右方向蹴り
「天井張り付き」の後に、右斜め下に下降しながら蹴りを放つ。
超近距離左方向蹴り
「天井張り付き」の後に、左斜め下に下降しながら蹴りを放つ。

### スーパーコンボ / ウルトラコンボ
喪流
惨影（ザンエイ）
その場で腕を構えてから前方へ滑るように高速で突進、相手とすれ違いざまに急所に打撃を見舞う技。喰らった相手は時間差による連続ダメージを受けて吹き飛びダウンする。突進をガードされるとその時点で技は中断され、一定時間硬直する。ヒット後の相手は元に引き付けられるように吹き飛ぶため、技後に追撃できる。ただし、素早いコマンド入力が必要。レベルによって突進して踏み込む距離と無敵時間が変化する。『ZERO3』のX-ISM対応のスーパーコンボでもある。
『ウルIV』のオメガエディションでは、空中の相手にヒットさせると必ず元から遠ざかるように吹き飛ぶ。トレーニングモードでスーパーコンボゲージを無限にすることで連続して当て続けることができたが、『ウルIV』のオメガエディションでは性能上2回までしかそれができなくなった。
死点咒（シテンシュウ）
その場で構えてから猛烈な早さで打撃を与え、最後に同じ相手の経絡に突きを繰り出す技。最後の突きをヒットさせた場合は10秒のカウント表示が残り、これが0になった時点で強制的に気絶状態させる特殊なスーパーコンボ。また、カウントが減るごとに一定のダメージを与えられる。技後に同じ技を当てることにより、カウント数を短縮することができる。ただし元が相手の攻撃を喰らった時点で（ガードは有効）この効果は消える。最初の打撃はリーチが短いが、最後の突きはリーチが長い。
UC1 - 絶影（ゼツエイ）
『ストIV』のウルトラコンボで、『スパIV』のウルトラコンボ・I。「惨影」を放ち、ヒット時はさらに往復するようにして連続で「惨影」を繰り出し、時間差で攻撃が炸裂する。「惨影」に比べて威力が上昇しているほか、攻撃を受けた相手がその場に膝から崩れ落ちるようにしてダウンする。
UC2 - 死点穴（シテンケツ）
『スパIV』のウルトラコンボ・II。「死点咒」と同じように相手の全身を高速で突いたのち、仕上げに額に突きを放つ。攻撃力は高いが、リカバリアブルダメージ＝時間経過で与えたダメージが回復していくという特徴があり、回復を止めさせて完全にダメージを与えるには技後にもう一度なんらかの攻撃をヒットさせる必要がある。
相手の体力が一定以下の場合はそのままK.O.となる。

忌流
蛇咬叭（ジャコウハ）
地対空の投げ技。斜め上方向へ飛び上がり、空中にいる相手の脚を絡め取って地面に叩きつける。レベルにより軌道が若干変化する。喰らった相手が吹き飛ぶ「忌流」のしゃがみ弱キックから追撃で出したり、喪流のスーパーコンボ「惨影」を決めた直後に流派を切り替えて素早くこの技を出せば掴むことが可能。無敵時間は飛び上がる瞬間までと短い。レベル3の場合は、地面に落下した後、さらに相手を2回踏みつける。
狂牙（コウガ）
空中で入力する技。空中でジャンプの軌道を変えつつ、三角飛びからの跳び蹴りを複数回繰り返す。レベルが上がるごとに蹴りの回数を増やすことが可能。三角飛びに移行する際にキックボタンの弱・中・強で飛んでいく方向を選択できる（弱ボタンで画面左、中ボタンで相手の頭上、強ボタンで画面右へ飛び上がる）。蹴りを見舞うごとに壁にジャンプし直すため、攻撃が連続でつながることはない。また、一旦この技を出すと蹴り1発のみで止めることはできない。「徨牙」を強化したような技だが溜めコマンドではない。
UC1 - 龍咬叭（リュウコウハ）
『ストIV』にて追加されたウルトラコンボで、『スパIV』のウルトラコンボ・I。「蛇咬叭」を決めた後に竜巻を発生させて相手を舞い上げ、勢い良く地面に叩きつける。
UC2 - 啼牙（テイガ）
『スパIV』にて追加されたウルトラコンボ・II。「徨牙」の強化版で急降下蹴りがヒットすると、四方八方から連続で跳び蹴りを放つ。

## 他のメディアの元
『Street Fighter』（ウドン・エンターテインメント によるアメリカンコミック）
原作とやや設定が異なっており、暗殺者だった過去の過ちを恥じ静かに暮らしている。春麗、ユン、ヤンの師匠でもある。シャドルーの戦闘員たちを圧倒的な強さで撃破するものの、そこで自分の命が残り少ないことを告白する。
『さくらがんばる!』（中平正彦の漫画）
ある組織から脱走したキャミィを暗殺するため、その組織が雇った暗殺者として登場。春麗を倒すが、春日野さくらとの戦いで心を動かされ、キャミィに「光ある人の道」を歩むよう伝え姿を消す。
『ストリートファイター ザ・レジェンド・オブ・チュンリー』 （2009年のアメリカ映画）
本作では「ゲン」の表記で登場している。原作ゲームより若い年齢に設定変更され、春麗を教え導く役どころになっている。ベガの幼なじみにして元シャドルーのメンバーながら、悪に染まっていくことを嫌ってベガと袂を分かち、弱者に代わって戦う正義の秘密組織・スパイダーウェブを率いているという設定。仙人のようなつかみ所の無い雰囲気を持っている。常に冷静沈着さを保ち続けるという面はゲームと共通。演じるのはロビン・ショウ。

## その他
- 「元」という漢字は、中国語では"yuán"（ユアン、ユエン）と発音するが、このキャラクターは中国人という設定であるにもかかわらず春麗（チュン・リー）と違って日本語読みで「ゲン」と呼んでおり、英字表記も日本語読みを元にした"Gen"となっている（海外版でも同じ）。
- 『ポケットファイター』では中華街ステージの背景に登場。『CAPCOM FIGHTING Jam』ではユンのエンディングに1カット登場している。
- フジテレビジョン『第34回新春かくし芸大会』（1997年）内の出し物『ストリートファイター 炎の戦い』 ではMr.マリックが元に扮していた。

## 主な登場作品
- ストリートファイター（初代）
- ストリートファイターZEROシリーズ - 『ZERO2』以降から登場する。
- ストリートファイターIVシリーズ - 初代のみ家庭用追加キャラクター。
- SNK VS. CAPCOM 激突カードファイターズ全シリーズ（トレーディングカードゲーム版も含む）  - プレイヤーキャラクターカードとして登場している。

## 担当声優・俳優
格闘ゲームでの担当声優
- 高木渉（『ストリートファイターZERO』シリーズ）
- 多田野曜平（『ストリートファイターIV』シリーズ以降の関連作品）
- マイケル・ソリッチ（『ストリートファイターIV』シリーズ以降の関連作品〈英語吹き替え〉）

その他の関連作品での担当声優
- 井上和彦（『ストリートファイター ザ・レジェンド・オブ・チュンリー』日本語吹き替え）

担当俳優
- ロビン・ショウ（『ストリートファイター ザ・レジェンド・オブ・チュンリー』）